# Raymond (Mississippi)
Raymond ist ein Ort im Hinds County im US-Bundesstaat Mississippi, etwa 20 Kilometer südwestlich der Hauptstadt Jackson. Das U.S. Census Bureau hat bei der Volkszählung 2020 eine Einwohnerzahl von 1960 ermittelt. 
Raymond gehört zur Jackson Metropolitan Statistical Area und ist neben Jackson einer von zwei County Seats des Hinds County.
Am 12. Mai 1863 kam es nahe dem Ort zum Gefecht bei Raymond zwischen Soldaten der Konföderierten Staaten und der Army of the Tennessee (Union). Die Schlacht war Teil des Zweiten Vicksburg-Feldzugs im Amerikanischen Bürgerkrieg und endete mit einem Sieg der Unionstruppen.
Im Jahre 1903 begann der Bau eines Wasserturms auf dem zentralen Platz in der Stadtmitte. Zwischen 1857 und 1859 war an diesem Platz bereits ein Gerichtsgebäude, das Hinds County Courthouse, errichtet worden, welches noch bis heute für Countyangelegenheiten zuständig ist. 1917 wurde eine kleine landwirtschaftliche High School mit 117 Studenten eröffnet, die sich über die Jahre hinweg immer weiter vergrößerte und seit 1987 als Hinds Community College bekannt ist. Mit über 12.000 Studenten und sechs Campussen gilt es als das heute größte Community College in Mississippi.
Bei der Volkszählung 2010 hatte die Stadt 1933 Einwohner, davon waren 849 Weiße und 1031 Schwarze. Im Jahr 2014 waren es bereits 2177 Einwohner; das entspricht einem Bevölkerungswachstum von 30,8 % im Zeitraum von 2000 bis 2014.
Das Raymond Post Office wird vom United States Postal Service betrieben. In der Nähe der Stadt befindet sich außerdem eine Justizvollzugsanstalt für Jugendliche, das Oakley Youth Development Center.

## Bilder

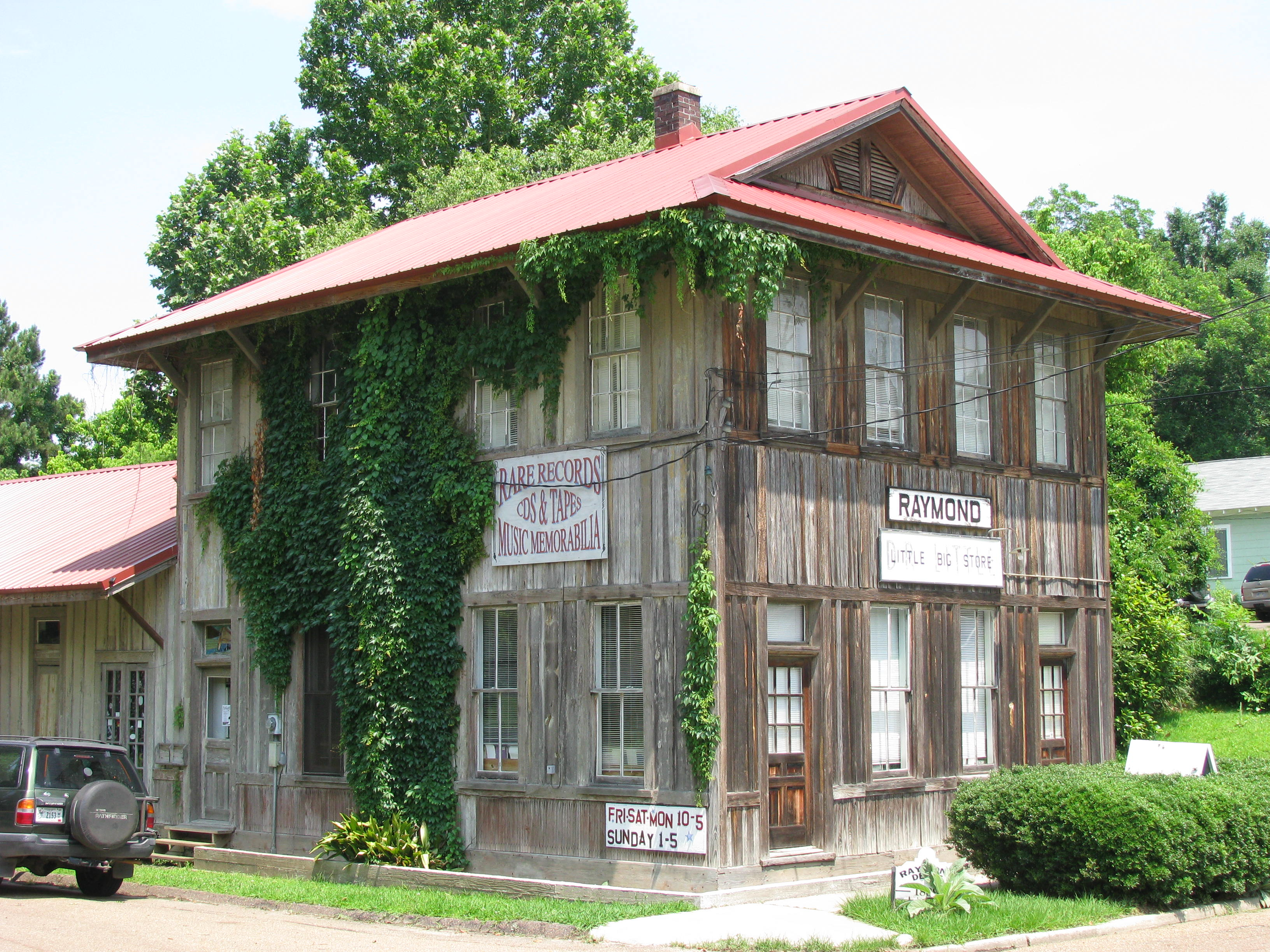
Der Little Big Store
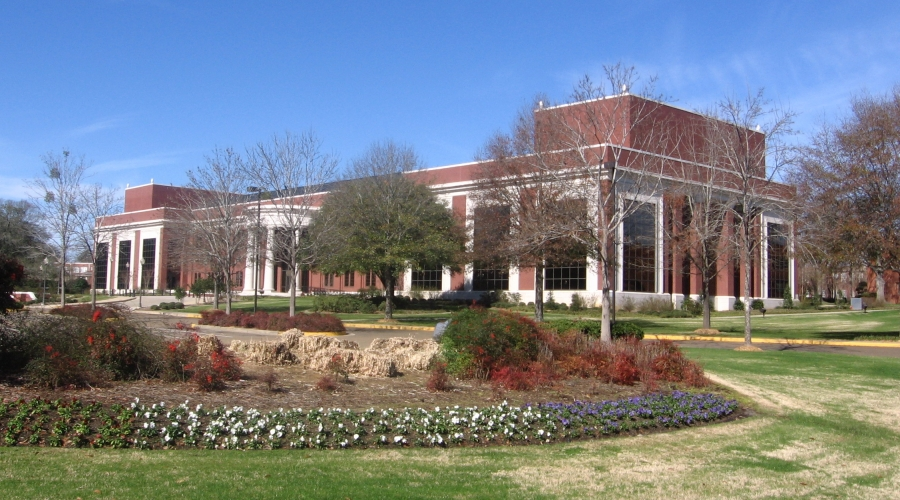
Cain Cochran Hall auf dem Campus des Hinds Community College
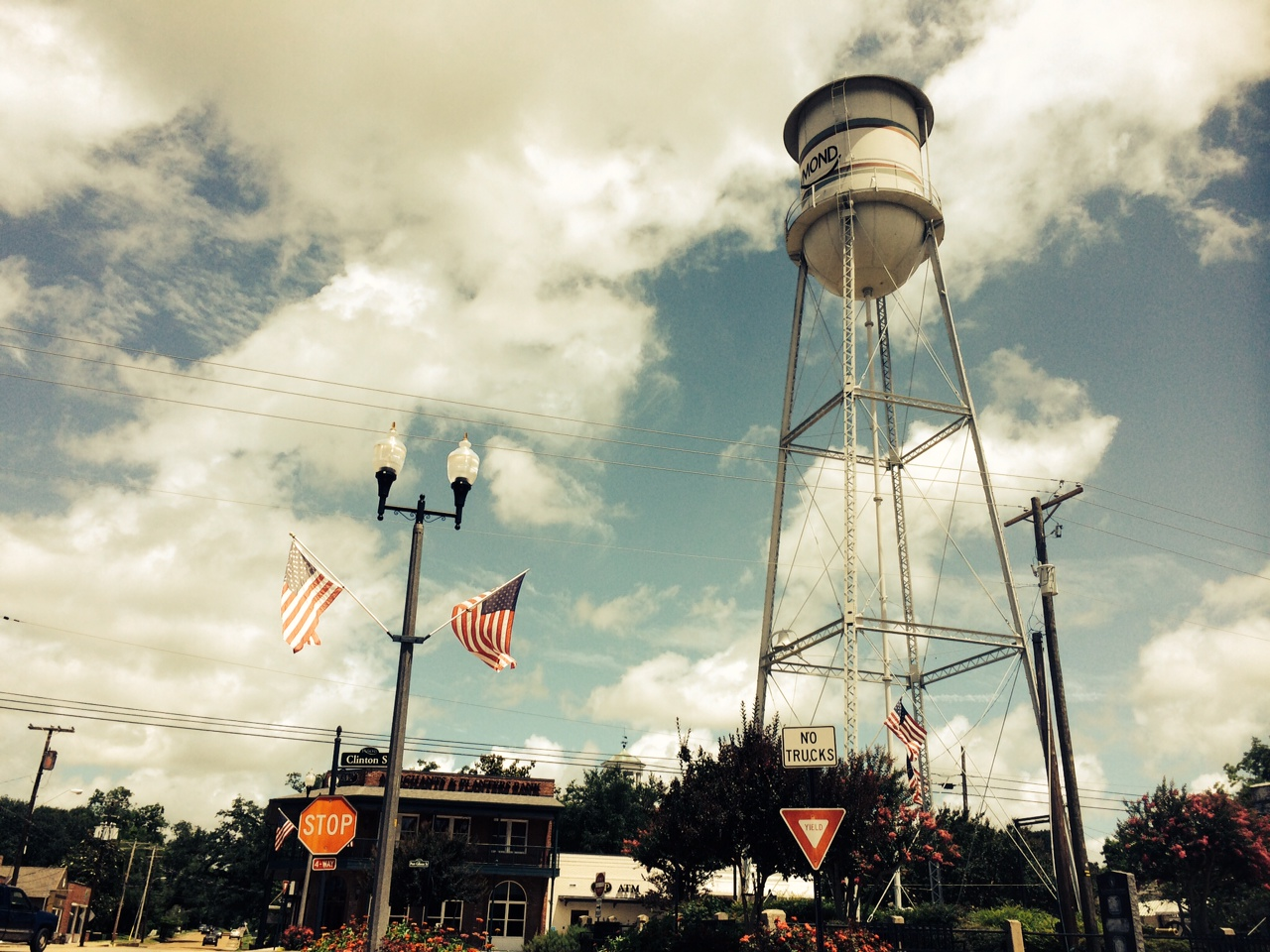
Wasserturm
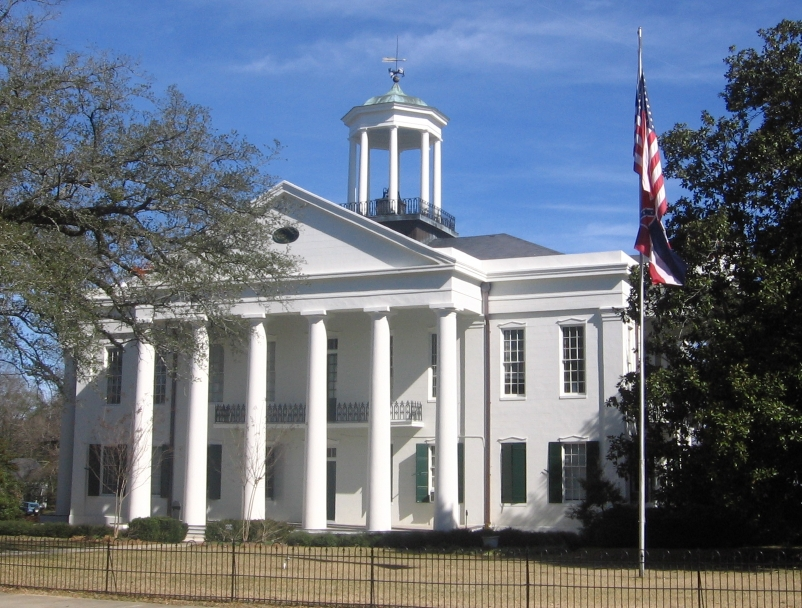
Gerichtsgebäude

## Persönlichkeiten
- Muna Lee (1895–1965), US-amerikanische Dichterin, Übersetzerin und Aktivistin, erste Ehefrau von Luis Muñoz Marín
- John Bell Williams (1918–1983), US-amerikanischer Politiker, Gouverneur von Mississippi
- Jeremy Williams (* 1991), US-amerikanischer Footballspieler